# Dušan Mihajlović (Politiker)
Dušan Mihajlović (serbisch-kyrillisch Душан Михајловић) (* 27. September 1948 in Belgrad, Jugoslawien) ist ein serbischer Jurist und Politiker.

## Leben
Ursprünglich in Opposition zum serbischen Präsidenten Slobodan Milošević gründete Mihajlović 1990 die konservative Partei Neue Demokratie (serbisch Нова Демократија Nova Demokratija, ND), die ihre Hochburg in Valjevo hatte und für die er von 1993 bis 1999 im serbischen Parlament saß. Als Miloševićs Koalition aus Kommunisten und Nationalisten die Mehrheit im Parlament verlor, wechselte Mihajlović 1994 von der Opposition ins Regierungslager, seine kleine Partei wirkte als Zünglein an der Waage. Als Koalitionspartner schlug er 1994 beispielsweise einen an frühere Vorstellungen von Dobrica Ćosić angelehnten Plan zur Teilung des Kosovo vor. Doch schon 1998 bedurfte Milošević der Koalition mit der ND nicht mehr und verbündete sich stattdessen mit der Radikalen Partei.
Bei den jugoslawischen Präsidentschaftswahlen 2000 schloss sich Mihajlović der Demokratische Opposition Serbiens an, der der Sturz Milošević gelang. In den nachfolgenden Regierungen war er unter Nebojša Čović und Zoran Đinđić Innenminister und Vizepremier Serbiens (bis 2004).
Als Innenminister fielen die Festnahme und Auslieferung Miloševićs ebenso wie die Ermordung Đinđićs in Mihajlovićs Amtszeit.
Trotz ihres konservativen Wesens ließ Mihajlović 2003 die Neue Demokratie in Liberale Serbiens (serbisch Либерали Србије Liberali Srbije) umbenennen, um eine Abkehr der Partei von ihrer Vergangenheit in der Milošević-Ära hervorzuheben. 2005 zog er sich vom Parteivorsitz zurück. Seit 2007 ist seine Partei nicht mehr im Parlament vertreten.